# КК Катаја
КК Катаја (енгл. Kataja Basket Club) је фински кошаркашки клуб из Јоенсуа. У сезони 2024/25. такмичи се у Првој лиги Финске.

## Историја
Клуб је основан 1949. године. У сезонама 2014/15. и 2016/17. освајао је национално првенство. Победник Купа Финске био је три пута и то 2002, 2011. и 2012. године.
Почев од 2012. године везао је неколико сезона у ФИБА Еврочеленџу. Највећи успех у том такмичењу постигао је у сезони 2012/13, када је стигао до четвртфинала.

## Успеси

### Национални
- Првенство Финске:
  - Првак (2): 2015, 2017
  - Вицепрвак (6): 2003, 2006, 2009, 2011, 2012, 2014

- Куп Финске:
  - Победник (4): 2002, 2011, 2012, 2023
  - Финалиста (1): 2005